# Jacobina (tiểu vùng)
Jacobina là một tiểu vùng thuộc bang Bahia, Brasil. Tiều vùng này có diện tích 18341 km², dân số năm 2007 là 317234 người.